# Five Days at Memorial (mini-série)
Five Days at Memorial  est une série télévisée américaine en huit épisodes de 42 minutes se basant sur l'œuvre littéraire du même nom écrite par Sheri Fink. La mini-série a été diffusée du 12 août 2022 au 16 septembre 2022 sur la plateforme Apple TV+.

## Synopsis
La série suit l'histoire vraie s'étant déroulée au Memorial Medical Center pendant les évènements tragiques de l'ouragan Katrina. Du début de la catastrophe, en passant par les difficultés à soigner les patients jusqu'à l'évacuation au bout du 5e jour.

## Distribution

### Acteurs principaux
- Vera Farmiga (VF : Ivana Coppola) : Dre Anna Pou
- Cherry Jones (VF : Maîté Monceau) : Susan Mulderick
- Cornelius Smith Jr. (VF : Sydney Kotto) : Dr Bryant King
- Robert Pine (VF : Bertrand Dingé) : Dr Horace Baltz
- Adepero Oduye (VF : Virginie Emane) : infirmière Karen Wynn
- Julie Ann Emery (VF : Garance Thénault) : infirmière Diane Robichaux
- Michael Gaston (VF : Jean-François Aupied) : Arthur "Butch" Schafer
- Molly Hager : Virginia Rider

### Acteurs récurrents
- W. Earl Brown (VF : Jean-Marc Charrier) : Ewing Cook
- Stephen Bogaert (VF : Fred Colas) : René Goux
- Darrin Baker (VF : Grégory Kristoforoff) : Dr Martin Bisley
- Ted Atherton (VF : Guillaume Bourbourlon) : Richard Deichmann
- Tammy Isbell (VF : France Renard) : Gina Isbell
- Katie Boland (VF : Camille Ravel) : Kristy Johnson
- Deborah Hay : Therese Mendez
- Sarah Allen (VF : Camille Ravel) : Lori Budo
- Sharron Matthews : Cheri Landry
- Jessica Greco (VF : Camille Ravel) : Sandra Cordray
- Joel Keller : Eric Yancovich
- Jonathan Cake (VF : Guildin Tissier) : Vince Pou
- Jeffrey Nordling : Richard T. Simmons, Jr.
- Damon Standifer (VF : Thierry Walker) : Emmett Everett
- Lanette Ware : Carrie Everett
- J. D. Evermore : Mark LeBlanc
- Monica Wyche (VF : Christine Braconnier) : Sandra LeBlanc
- Dawn Greenhalgh (VF : Colette Marie) : Elvira 'Vera' LeBlanc
- Joy Tanner (VF : Marine Lemonnier) : Jill
- Raven Dauda (VF : Coralie Coscas) : Angela McManus
- Diane Johnstone : Wilda McManus
- Beth Malone : Linda Schafer
- Joe Carroll (VF : Benjamin Pascal) : Michael Arvin
- Paulino Nunes : Steven Jones
- Alexandra Castillo (VF : Pauline Smile) : Marcia Tellez

- Version française
  - Studio de doublage : ?
  - Directrice artistique : Stéphane Marais
  - Adaptation des dialogues : ?

 Source et légende : version française (VF) sur RS Doublage

## Épisodes
| no | Titre français                        | Titre original                     | Réalisé par     | Diffusion    |
| -- | ------------------------------------- | ---------------------------------- | --------------- | ------------ |
| 1  | Jour 1                                | Day 1                              | John Ridley     | 12 août 2022 |
| 2  | Jour 2                                | Day 2                              | Carlton Cuse    | 12 août 2022 |
| 3  | Jour 3                                | Day 3                              | Carlton Cuse    | 12 août 2022 |
| 4  | Jour 4                                | Day 4                              | John Ridley     | 19 août 2022 |
| 5  | Jour 5                                | Day 5                              | John Ridley     | 26 août 2022 |
| 6  | 45 morts                              | 45 Dead                            | Wendey Stanzler | 2 août 2022  |
| 7  | Personne ne sait ce que j'ai traversé | Nobody Knows the Trouble I've Seen | Wendey Stanzler | 9 août 2022  |
| 8  | Le Jugement                           | The Reckoning                      | Wendey Stanzler | 16 août 2022 |